# American Ninja
American Ninja is een Amerikaanse martialarts-actiefilm uit 1985 onder regie van Sam Fistenberg en geproduceerd door Menahem Golan en Yoram Globus' Cannon Films.

## Verhaal
Joe Armstrong is een soldaat van het Amerikaanse leger die is gestationeerd op een basis in de Filipijnen. Op een dag begeleidt zijn team een bevoorradingskonvooi naar de basis. Het konvooi wordt aangevallen door Ninja-krijgers. Joe, een meester in vechtkunsten, weert de aanval af. Echter, zijn heldhaftige daad maakt de commandant, kolonel Hickock, die de commissaris van de huurlingen was, woedend. Hij besluit wraak op hem te nemen.

## Rolverdeling
| Acteur            | Personage                  |
| ----------------- | -------------------------- |
| Michael Dudikoff  | Private Joe Armstrong      |
| Steve James       | Corporal Curtis Jackson    |
| Judie Aronson     | Patricia Hickock           |
| Guich Koock       | Colonel William T. Hickock |
| John Fujioka      | Shinyuki                   |
| Don Stewart       | Victor Ortega              |
| John LaMotta      | MSG Rinaldo                |
| Tadashi Yamashita | Black Star Ninja           |
| Phil Brock        | Private Charley Madison    |
| Richard Norton    | MP                         |